# Лонцк (гмина)
Лонцк (пол. Łąck) — сельская гмина (уезд) в Польше, входит как административная единица в Плоцкий повет, Мазовецкое воеводство. Население — 4877 человек (на 2004 год).

## Демография
| Перепись                       | Всего   | Всего | Женщины | Женщины | Мужчины | Мужчины |
| ------------------------------ | ------- | ----- | ------- | ------- | ------- | ------- |
| Единицы                        | человек | %     | человек | %       | человек | %       |
| Население                      | 4877    | 100   | 2499    | 51,2    | 2378    | 48,8    |
| Плотность населения (чел./км²) | 52      | 52    | 26,7    | 26,7    | 25,4    | 25,4    |

## Сельские округа
1. Антонинув
2. Кожень-Жондовы
3. Грабина
4. Кожень-Крулевски
5. Подлясе
6. Кошелювка
7. Косчушкув
8. Владыславув
9. Людвикув
10. Лонцк
11. Матыльдув
12. Нове-Румунки
13. Сендень-Дужы
14. Сендень-Малы
15. Винцентув
16. Воля-Лонцка
17. Зазьдзеж
18. Здвуж
19. Зофювка

## Соседние гмины
1. Гмина Гомбин
2. Гмина Гостынин
3. Плоцк
4. Гмина Щавин-Косцельны